# Reietó

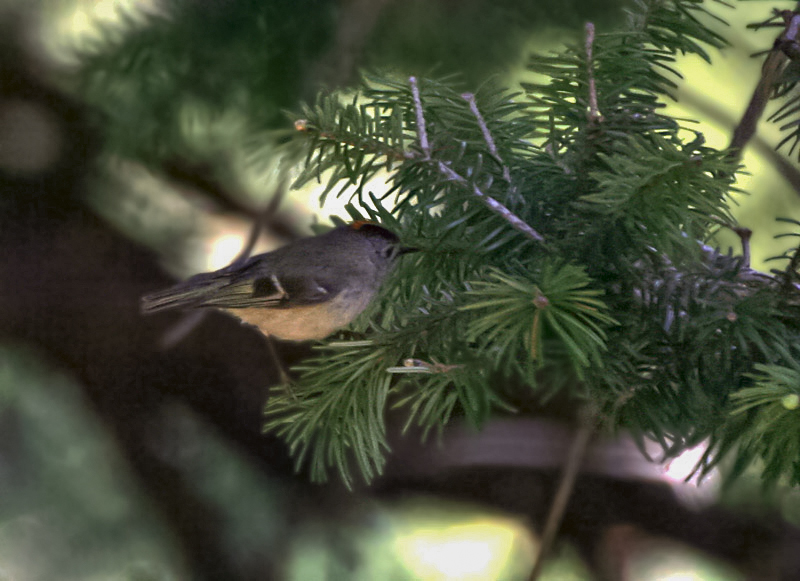
Exemplar fotografiat a l'estat indi d'Himachal Pradesh.

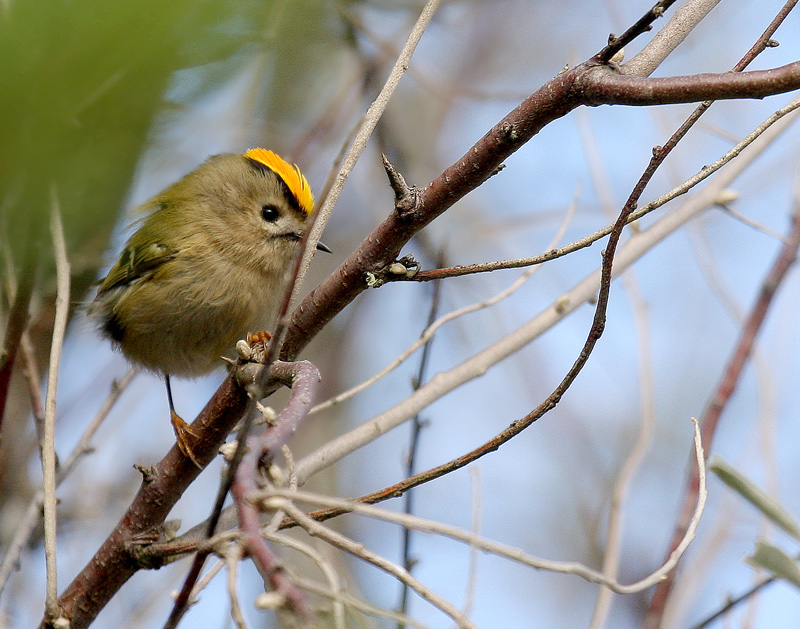
Exemplar fotografiat a la Vendée (França).

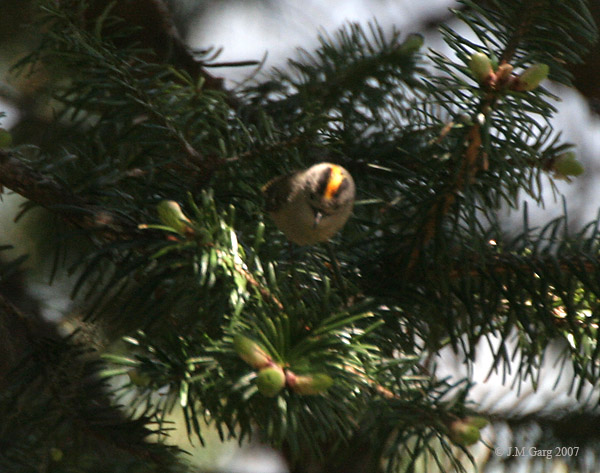
Imatge presa a Himachal Pradesh (Índia).

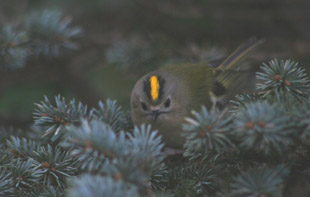
Mascle de reietó

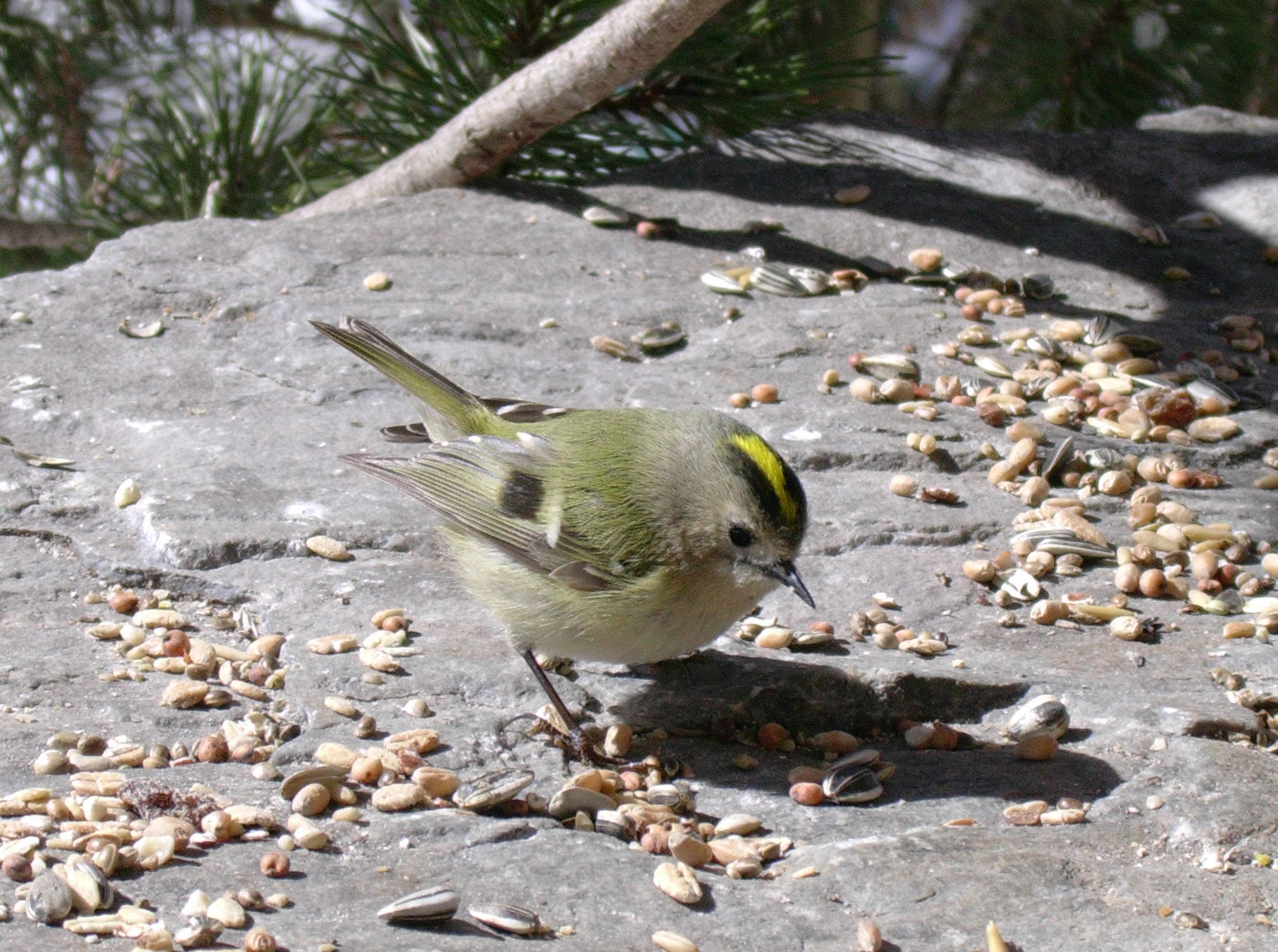
Exemplar fotografiat a Suïssa.

El reietó eurasiàtic, reietó, reietó d'hivern, rei-petit, reiet comú, mosquiter reietó o passaforadí, safraner al País Valencià i ropitet a les Balears (Regulus regulus) és una espècie d'ocell de la família dels regúlids (Regulidae). Juntament amb el bruel, el més petit de l'avifauna catalana i un dels ocells més petits d'Europa. El seu estat de conservació es considera de risc mínim.

## Morfologia
- Fa 9 cm de llargària total i 14 cm d'envergadura alar.
- Pesa 5 g.
- De color verd oliva grisenc a les parts superiors, gris oliva pàl·lid a les inferiors.
- Té les ales brunenques amb llistes blanquinoses i negrenques.
- Pili groc vorejat de dues llistes negres.
- La part posterior del pili del mascle és de color carbassa.
- Sembla que no tingui coll i el cap és negre, arrodonit i proporcionalment gros.
- L'ull negre és molt conspicu a la cara pàl·lida.
- La característica més notòria és la llista de la coroneta groga, amb bastant de carbassa al mascle, vorejada de negre.
- El mascle té una cresta carbassa, que aixeca i amaga en el decurs del ball nupcial.
- Els joves tenen la coroneta llisa i el bec pàl·lid.
- Les potes i el bec dels adults són terrós grisencs.[9]

## Subespècies
A la classificació de l'IOC (versió 3.3, 2013) figuren 14 subespècies. Altres classificacions consideren Regulus regulus teneriffae una espècie de ple dret (Regulus teneriffae).	
- R. r. azoricus. São Miguel, a les illes Açores.
- R. r. buturlini. Crimea i Àsia sud-occidental.
- R. r. coatsi. Sibèria meridional.
- R. r. ellenthalerae. La Palma i El Hierro, a les illes Canàries.
- R. r. himalayensis. Himalàia occidental.
- R. r. hyrcanus. Nord de l'Iran.
- R. r. inermes. Illes centrals i occidentals de les Açores
- R. r. japonensis. Japó, Corea i zones properes de la Xina i Rússia asiàtica.
- R. r. regulus. Europa i Sibèria occidental.
- R. r. sanctaemariae. Santa Maria, a les illes Açores
- R. r. sikkimensis. Himalàia oriental i Xina septentrional.
- R. r. teneriffae. Tenerife i la Gomera, a les illes Canàries.
- R. r. tristis. Muntanyes Tien Shan, en Àsia central.
- R. r. yunnanensis. Centre i sud de la Xina i zona limítrofa de Birmània.

## Reproducció
Als Països Catalans es reprodueix als Pirineus, a partir dels 1.000 m d'altitud i en els boscos de pins i avets. Ultra aquesta preferència també existeix una població al Montseny, en aquest cas associada a les fagedes amb arbusts.
Dalt d'un avet construeixen un niu amb molsa, plomes i teranyines i, al maig-juny, la femella pon 7 o 10 ous que ella mateixa covarà durant 15 dies. L'alimentació dels pollets que en surtin és a càrrec d'ambdós pares i s'allarga fins a 17-18 dies, data en què els novells deixen el nial. Fan dues cries.

## Alimentació
Menja insectes i aràcnids.

## Hàbitat
Viu als boscos, especialment de coníferes. A la península Ibèrica cria als boscos més freds i humits de les muntanyes de la meitat nord com els Pirineus, la Serralada Cantàbrica, el Sistema Ibèric i el Sistema Central. Durant la hivernada se reparteix per boscos i àrees arbrades de diversa composició.

## Distribució geogràfica
Habita les regions temperades d'Euràsia.

## Costums
- La població catalana és sedentària, excepte els individus que viuen a les muntanyes que, junt amb els del nord d'Europa, són migradors parcials i s'estenen arreu del territori quan arriba l'hivern. Aleshores, aquests reietons poden barrejar-se amb els bruels, fins i tot als jardins.
- És immigrant d'hivern ocasional a les Balears.
- És bastant confiat i s'alimenta anant amunt i avall per les branques i emetent un reclam molt agut.

## Observacions
És l'ocell nacional de Luxemburg.